# Juliette Thomas
Juliette Thomas (* 30. Oktober 2000) ist eine belgische Leichtathletin, die sich auf den Langstreckenlauf spezialisiert hat.

## Sportliche Laufbahn
Erste internationale Erfahrungen sammelte Juliette Thomas im Jahr 2021, als sie bei den U23-Europameisterschaften in Tallinn mit 35:05,81 min auf den 16. Platz im 10.000-Meter-Lauf gelangte. Im Jahr darauf wurde sie bei den Crosslauf-Europameisterschaften 2022 in Turin nach 22:23 min 44. im U23-Rennen und bei den Crosslauf-Europameisterschaften 2023 in Brüssel gelangte sie nach 36:41 min auf den 21. Platz im Einzelrennen und sicherte sich in der Teamwertung die Bronzemedaille hinter den Teams aus dem Vereinigten Königreich und Spanien. Im Jahr darauf wurde sie bei den Europameisterschaften in Rom in 1:11:35 h 21. im Halbmarathon. Bei den erstmals ausgetragenen Straßenlauf-Europameisterschaften 2025 in Löwen gewann sie in 1:10:57 h die Silbermedaille im Halbmarathon hinter ihrer Landsfrau Chloé Herbiet und sicherte sich in der Teamwertung die Goldmedaille.
2024 wurde Thomas belgische Meisterin im Halbmarathon sowie im Marathonlauf.

## Persönliche Bestleistungen
- 5000 Meter: 16:09,42 min, 10. Juni 2023 in Montesson
- 10.000 Meter: 34:01,61 min, 22. April 2023 in Pacé
- 10-km-Straßenlauf: 31:41 min, 8. September 2024 in Utrecht
- Halbmarathon: 1:09:48 h, 10. März 2024 in Gentbrugge
- Marathon: 2:27:23 h, 13. Oktober 2024 in Eindhoven